# Tipo XXI
Los submarinos del tipo XXI fueron una serie de submarinos construidos para la Kriegsmarine alemana durante el último periodo de la Segunda Guerra Mundial. Su diseño era sumamente avanzado para la época, si bien debido a lo tardío de su entrada en servicio no pudieron desempeñar un papel significativo en las operaciones de la batalla del Atlántico. Dicho diseño marcó la pauta para los submarinos de la siguiente generación construidos en la posguerra.

## Antecedentes
Las enormes pérdidas de submarinos alemanes en 1943, durante la Batalla del Atlántico, donde el número de submarinos alemanes hundidos comenzó a igualar al número barcos aliados hundidos, forzaron al mando alemán a empezar a trabajar en un nuevo tipo de submarino con mejores características, y sobre todo más rápido e independiente del aire. Entre el 10 de abril y 24 de mayo de 1943, las fuerzas alemanas perdieron 22 submarinos mientras que sólo hundieron 28 buques mercantes y destructores aliados. Esto representa una proporción de pérdidas inaceptable para cualquier marina del mundo. En consecuencia, el comandante de la Armada, almirante Karl Dönitz retiró los submarinos de las rutas de convoyes aliados del Atlántico. Pero perder la guerra en el Atlántico durante los buques alemanes, desde un punto de vista tecnológico, sólo había mejorado ligeramente desde la época de la Primera Guerra Mundial. La columna vertebral de la armada submarina era el tipo VII de 770 toneladas, mejoró sustancialmente y la versión un poco más grande del tipo UBIII que entró por primera vez en servicio en 1917. De 1940 a 1944, los astilleros alemanes construyeron 661 unidades del tipo VIIC. Esta variante era capaz de viajar en la superficie marina 6500 millas náuticas (unos 12 050 km) a 12 nudos, utilizando la potencia proporcionada por sus dos motores diesel, pero con los motores eléctricos sólo podía navegar sumergido 80 millas náuticas (150 km) a una velocidad de 7,5 nudos. Estas y otras restricciones de los submarinos alemanes llevaron a la desaparición de estos en el Atlántico Norte a los 44 meses de guerra en el mar. El Oberkommando der Marine (OKM) (Mando de la Armada Alemana) era consciente de las debilidades del diseño.

### Submarinos Walter
En 1936, después de que Alemania pudiera adquirir legalmente submarinos, el ingeniero alemán Hellmuth Walter propuso un revolucionario "buque submarino". El propulsor principal de la unidad era un sistema en circuito cerrado, conocido como turbina Walter, creado por Walter en 1930 en el astillero Germania. El sistema de propulsión era bastante complejo. Como combustible empleaba peróxido de hidrógeno (agua oxigenada) altamente concentrado. El combustible se llevaba en depósitos flexibles fuera del casco de presión. La presión del agua ayudaba a impulsar el combustible a la cámara de reacción de porcelana, donde se mezclaba con perclorato que actuaba de catalizador en la descomposición. Como resultado se formaba vapor de agua y oxígeno a una temperatura de 963 °C, a continuación pasaba a la cámara de combustión donde se inyectaba aceite, y para aumentar la temperatura y la cantidad de vapor - agua de pulverización formando el gas de combustión. La mezcla de vapor y gas se transporta mediante tuberías a una turbina, y después de entregar la energía iba a un condensador, donde se separaba el agua, y a continuación el dióxido de carbono formado en la cámara de combustión se expulsaba. Después de pruebas con éxito realizadas en 1940, se hizo un pedido para el primer submarino con propulsión Walter: V80, U-792 y U-794. El último de estos buques - identificado como tipo XVII - aceptado en servicio en octubre de 1943. Otro par de naves de este tipo, U-793 y U-795, entraron en servicio en abril de 1944. En marzo de 1944 el U-793 con el almirante Dönitz a bordo, alcanzó una velocidad sumergido de 22 nudos, en junio de ese mismo año, el U-792 alcanzaba una velocidad de 25 nudos. La obtención de la oportunidad de desarrollar alta velocidad, en ese tiempo bajo el agua, fue el mayor logro habiéndose demostrado que eran fáciles de conducir a altas velocidades.

### Vulnerabilidades del arma submarina
La mayoría de los submarinos hundidos, 8 de cada 10, se perdían cuando se veían obligados a salir a la superficie para renovar el aire o recargar las baterías. Igualmente en superficie eran más fácilmente detectados y perseguidos, cada vez tenían menos posibilidades de zafarse. La velocidad máxima sumergidos era de 7 nudos, a esa velocidad las baterías duraban 1 hora y luego debían navegar a 4 nudos.
El Metox había sido muy útil en 1942 detectando los radares enemigos, lo que les daba tiempo de sumergirse a los submarinos. Pero con el tiempo los alemanes creyeron que los aliados habían descubierto un modo de detectar la energía que irradiaba y que era utilizada para detectar al submarino. Para 1943 las nuevas tácticas de escolta de convoyes, nuevos radares y mayor presencia de aviones de patrulla antisubmarinos causaban serios problemas a los submarinos alemanes. 
De todo esto se desprendía la necesidad de tener una unidad de combate que ya no fuera un sumergible, como los utilizados hasta entonces, sino un verdadero submarino. Muchos convoyes podrían permitirse superar en velocidad a los submarinos. Si los grupos de caza de los Aliados detectaban un submarino sumergido, mucha veces podían darse el lujo de esperarlo y hundirlo. Así en mayo de 1943 los aliados destruyeron 43 submarinos, o el 25% de toda la fuerza operacional.

### Sustituto temporal
A fines de noviembre de 1942, el Estado Mayor General de la Marina envía a tres de sus ingenieros a París a entrevistarse con el almirante Karl Dönitz. Durante aquella entrevista, Dönitz, les explica la situación del arma submarina:

He aquí nuestra lista de pérdidas. Estas se han elevado de 24 barcos en 1940 a 33 en 1941. Durante el primer semestre de 1942 estas cifras se han mantenido entre límites muy aceptables si se considera el constante aumento de los submarinos utilizados en las operaciones. Pero observen cómo, a partir de entonces, la curva asciende rápidamente. Julio de 1942, 9 submarinos perdidos; agosto, 12; septiembre, 9; octubre 14. A este último número se había llegado en noviembre, aunque faltando días para terminar el mes. El 80% de estas pérdidas se producen en la superficie. Nuestros barcos, señores, no son verdaderos submarinos: esto lo saben muy bien tanto ustedes como yo. Y hay que conseguir que lleguen a serlo. No puedo esperar a la finalización de la turbina Walter.
Karl Dönitz

En la misma reunión Dönitz pidió información de cuando los submarinos con turbina Walter estarían disponibles para su uso en combate y la repuesta fue que no era posible indicar una fecha límite. Como sustituto a corto plazo para dichos submarinos, los jefes de equipos de ingeniería de sistemas de propulsión - Brocking Fritz- y cascos - Friedrich Schürer, propusieron adaptar el casco de diseño de Walter (totalmente probado hasta ahora), con un sistema de transmisión estándar, sin embargo, con el doble de baterías eléctricas. Así no se conseguiría el rendimiento y autonomía navegando bajo el agua de la turbina Walter, pero tenía más velocidad y autonomía sumergido que los submarinos convencionales. Dada la enorme capacidad de la batería, recibió el sobrenombre de "Elektroboot" (barco eléctrico). Al mismo tiempo, sugirió la de un snorkel, para el suministro de aire atmosférico al motor y la descarga de los gases de escape a la superficie. Esto permite el funcionamiento de los motores diésel y en consecuencia, la recarga de las baterías, sumergido, lo que prolonga la duración de las operaciones bajo el agua. De esta manera, el proceso de construcción, lo que llevó al desarrollo de la construcción del tipo XXI - el submarino más avanzado de la Segunda Guerra Mundial.
Cuando en junio de 1943 le presentan los planos, Dönitz informa que la guerra submarina se encuentra paralizada. La defensa del enemigo la supera, en mayo de 1943, habían destruido 43 submarinos. La construcción del nuevo submarino es urgente. Pero todavía está en planos: no hay ninguna orden de desarrollarlos. Si se da la orden, los ingenieros estiman que los primeros barcos podrán entrar en servicio a finales de 1944.
Pero hasta la llegada de los tipo XXI y a pesar de las dificultades, Dönitz se ve obligado a mantener sus submarinos en alta mar, ya que esto distrae gran cantidad de aviones de los aliados que, de estar libres se utilizarían en la ofensiva aérea contra Alemania. Se instaló el snorkel en los submarinos en activo. Este aparato les permite cargar sus baterías sin salir a la superficie, pero a baja velocidad, ya que se corre el peligro de dañarlo a alta velocidad. Lo que no termina con el mayor defecto de los submarinos en inmersión: su escasa velocidad.

## Descripción

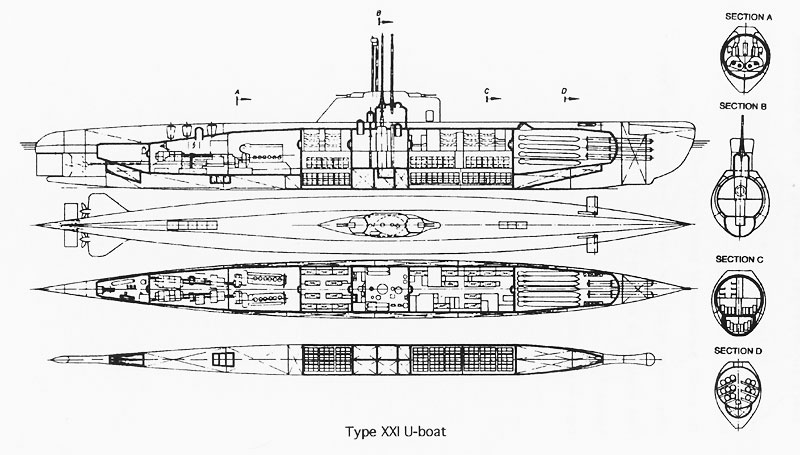
Diagrama realizado por la Marina de los EE. UU. de un U-boat Tipo XXI

La mejora fundamental en el Tipo XXI fue el aumento considerable de la capacidad de la batería, aproximadamente el triple que en el Tipo VIIC. Esto le permitió una gran autonomía bajo el agua y redujo drásticamente el tiempo empleado en, o cerca, de la superficie; y poder navegar sumergido a unos 5 nudos (9,3 km/h) durante dos o tres días antes de necesitar recargar las baterías, un submarino de la época  apenas podía mantener un máximo de 24 horas en inmersión que tuvieron menos de cinco horas con el snorkel. El Tipo XXI era también mucho más silencioso que el VII C, por lo que era más difícil de detectar cuando está sumergido.

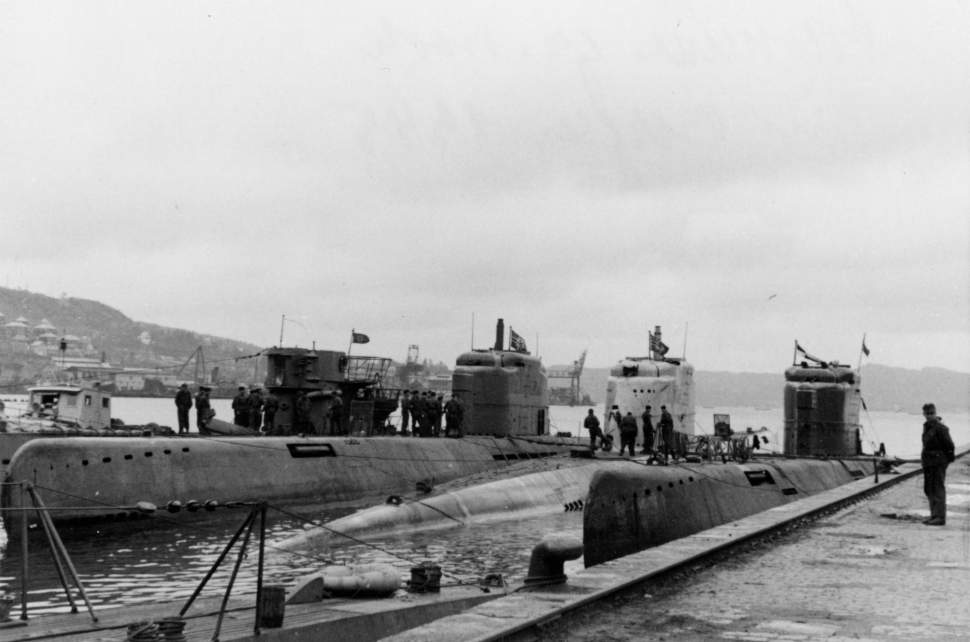
U-boat Tipo XXI en Bergen, Noruega

El diseño del casco ágil y limpio hidrodinámicamente permite al Tipo XXI alta velocidad sumergido. La capacidad de navegar más rápido que muchos buques de superficie mientras está sumergido, junto con la mejora de los tiempos de inmersión (también producto de la forma del nuevo casco), hizo mucho más difícil de perseguir y destruir. También le dio al bote la habilidad de acelerar cuando se posicionaba para un ataque. Mayores barcos tenían a la superficie al sprint a su posición. A menudo, esto revela la ubicación de un barco, sobre todo desde que las aeronaves, se dispusieron como escolta de convoyes. El nuevo diseño del casco también redujo la visibilidad a través del radar marino o por el aire cuando surgió, si se trataba de un objetivo del diseño o coincidencia todavía se discute.
También se contó con un sistema hidráulico de recarga de torpedos que permitía recargar los seis tubos lanzatorpedos de proa más rápido que un tipo VIIC podría recargar un tubo. El Tipo XXI podía disparar 18 torpedos en menos de 20 minutos. Además contaba con un sonar pasivo muy sensible para su época.
También tenía mejores instalaciones que las anteriores clases de submarinos, incluyendo un congelador para la comida.

## Construcción
Entre 1943 y 1945, 118 barcos fueron ensamblados por Blohm & Voss de Hamburgo, AG Weser de Bremen, y F. Schichau de Danzig. Cada casco se construye a partir de ocho secciones prefabricadas con ensamblaje final en los astilleros. Este nuevo método podría haber reducido el tiempo de construcción a seis meses por barco, pero en la práctica todos los submarinos estaban plagados de problemas de calidad graves que exigió un trabajo de posproducción para arreglarlos.Una de las razones fue, como resultado de la decisión de Albert Speer que las secciones fueron realizadas por empresas que tenían poca experiencia en la construcción naval. Como resultado, de los 118  Tipo XXI completados, sólo cuatro eran aptos para el combate antes de finalizar la guerra en Europa.
Estaba previsto que el montaje final de los barcos de tipo XXI, finalmente se llevaría a cabo en el refugio para submarinos de Valentin, un enorme búnker de hormigón endurecido construido en el pequeño puerto de Farge, cerca de Bremen. La construcción se llevó a cabo entre 1943 y 1945, con alrededor de 10 000 prisioneros de los campos de concentración y prisioneros de guerra como trabajos forzados. La instalación está completada al 90% cuando, en marzo de 1945, fue gravemente dañada por las bombas terremoto británicas y abandonado. Unas semanas más tarde, el área fue capturada por el ejército británico.
| Astillero                | Años de construcción | Unidades construidas |
| ------------------------ | -------------------- | -------------------- |
| Blohm & Voss (Hamburgo)  | 1943-1945            | 45                   |
| AG Weser (Bremen)        | 1943-1945            | 41                   |
| F Schichau GmbH (Danzig) | 1943-1945            | 32                   |
| Total                    |                      | 118                  |

## Características
| Desplazamiento      | Superficie          | 1.621 t.          |
| Desplazamiento      | Sumergido           | 1.819 t.          |
| Eslora              | Total               | 76,70 m.          |
| Eslora              | Casco de presión    | 60,50 m.          |
| Manga               | Total               | 8,00 m.           |
| Manga               | Casco de presión    | 5,30 m.           |
| Calado              | Calado              | 6,32 m.           |
| Altura              | Altura              | 11,30 m.          |
| Potencia            | Diésel              | 4.400 HP          |
| Potencia            | Eléctricos          | 4.400 HP          |
| Velocidad máxima    | Superficie          | 15,6 n.           |
| Velocidad máxima    | Sumergido           | 17,2 n.           |
| Autonomía           | Superficie          | 15.500 m. (10 n.) |
| Autonomía           | Sumergido           | 340 m. (5 n.)     |
| Tubos lanzatorpedos | Tubos lanzatorpedos | 6 proa            |
| Torpedos            | Torpedos            | 23                |
| Minas               | Minas               | 12                |
| Tripulación         | Tripulación         | 57-60             |
| Profundidad máxima  | Profundidad máxima  | 280 m.            |